# فرودگاه ولینگ شهرستان اوهایو
فرودگاه ولینگ اوهایو کانتی  (به انگلیسی: Wheeling Ohio County Airport)  یک فرودگاه همگانی باربری با کد یاتا HLG است که یک باند فرود آسفالت دارد و طول باند آن ۱۵۲۴ متر است. این فرودگاه در  کشور ایالات متحده آمریکا قرار دارد و در ارتفاع ۳۶۴ متری از سطح دریا واقع شده است.